# Santa María del Monte de Cea
Santa María del Monte de Cea település Spanyolországban, León tartományban. Lakosainak száma 209 fő (2024).

## Földrajza
Santa María del Monte de Cea El Burgo Ranero, Valdepolo, Villamol, Villaselán, Cea és Calzada del Coto községekkel határos.

## Népesség
A település lakosságának változását az alábbi diagram mutatja:
| Lakosok száma | 380  | 331  | 306  | 284  | 269  | 260  | 237  | 227  | 215  | 209  |
|               | 2001 | 2004 | 2007 | 2009 | 2012 | 2014 | 2017 | 2019 | 2022 | 2024 |